# جوهر بن حسن
جوهر بن حسن (بالفرنسية: Jaouhar Ben Hassen)‏، هو لاعب كرة قدم تونسي من مواليد 15 أوت 1997 بمدينة سوسة، يشغل مركز مدافع ويلعب حالياً في نادي الاتحاد الرياضي ببنقردان التونسي.